# ویستون، پمبروکشر
ویستون (به انگلیسی: Wiston) یک منطقهٔ مسکونی در بریتانیا است که در پمبروکشر واقع شده‌است. ویستون ۱٬۰۹۷ نفر جمعیت دارد.